# Liga de Campeones Femenina de la UEFA 2017-18
La Liga de Campeones Femenina de la UEFA 2017-18 es la 17.ª edición del campeonato de clubes femeninos más importante de Europa. El torneo empieza el 22 de agosto de 2017 con la fase de clasificación y termina el 24 de mayo de 2018 con la final en el estadio Lobanovsky Dynamo en Kiev, Ucrania, dos días antes de la final del torneo masculino.

## Distribución de equipos por asociación
Un total de 61 equipos de 49 asociaciones miembros de la UEFA participan en la edición 2017-18 de la Liga de Campeones Femenina de la UEFA, lo que vuelve a establecer un récord en el número de participantes. El ranking basado en los coeficientes UEFA es usado para determinar el número de equipos participantes por cada asociación:
- Las asociaciones del número 1 al 12 en el ranking tienen dos equipos clasificados.
- Todas las demás introducen a un equipo si tienen alguno clasificado.
- El ganador de la Liga de Campeones Femenina de la UEFA 2016-17 tiene una plaza asegurada para la Liga de Campeones Femenina de la UEFA 2017-18 en caso de que no se clasificase a través de su liga. Como el anterior campeón, el Olympique de Lyon, se clasificó a través de su liga la plaza adicional no fue necesaria.

### Clasificación de las asociaciones
Para la edición 2017-18, las asociaciones son posicionadas de acuerdo a su coeficiente de la Liga de Campeones Femenina de la UEFA 2016-17, que tiene en cuenta su rendimiento en competiciones europeas desde la temporada 2011-12 hasta la temporada 2015-16.
| Pos. | Asociación      | Coef.  | Equipos |
| ---- | --------------- | ------ | ------- |
| 1    | Alemania        | 89,500 | 2       |
| 2    | Francia         | 77,000 | 2       |
| 3    | Suecia          | 65,500 | 2       |
| 4    | Inglaterra      | 51,000 | 2       |
| 5    | España          | 41,500 | 2       |
| 6    | Rusia           | 40,500 | 2       |
| 7    | Italia          | 38,500 | 2       |
| 8    | Dinamarca       | 38,500 | 2       |
| 9    | República Checa | 35,000 | 2       |
| 10   | Austria         | 30,500 | 2       |
| 11   | Escocia         | 30,000 | 2       |
| 12   | Noruega         | 28,500 | 2       |
| 13   | Suiza           | 28,000 | 1       |
| 14   | Países Bajos    | 20,000 | 1       |
| 15   | Kazajistán      | 19,000 | 1       |
| 16   | Chipre          | 18,000 | 1       |
| 17   | Bélgica         | 17,000 | 1       |
| 18   | Polonia         | 16,500 | 1       |

| Pos. | Asociación           | Coef.  | Equipos |
| ---- | -------------------- | ------ | ------- |
| 19   | Islandia             | 16,500 | 1       |
| 20   | Rumania              | 16,000 | 1       |
| 21   | Serbia               | 15,000 | 1       |
| 22   | Hungría              | 13,500 | 1       |
| 23   | Finlandia            | 13,000 | 1       |
| 24   | Turquía              | 11,500 | 1       |
| 25   | Irlanda              | 11,000 | 1       |
| 26   | Bosnia y Herzegovina | 11,000 | 1       |
| 27   | Portugal             | 10,500 | 1       |
| 28   | Lituania             | 10,500 | 1       |
| 29   | Bielorrusia          | 10,000 | 1       |
| 30   | Ucrania              | 10,000 | 1       |
| 31   | Eslovenia            | 9,000  | 1       |
| 32   | Croacia              | 9,000  | 1       |
| 33   | Grecia               | 8,500  | 1       |
| 34   | Israel               | 8,000  | 1       |
| 35   | Bulgaria             | 6,500  | 1       |
| 36   | Estonia              | 6,000  | 1       |

| Pos. | Asociación        | Coef. | Equipos |
| ---- | ----------------- | ----- | ------- |
| 37   | Eslovaquia        | 5,500 | 1       |
| 38   | Irlanda del Norte | 3,000 | 1       |
| 39   | Islas Feroe       | 3,000 | 1       |
| 40   | Macedonia         | 3,000 | 1       |
| 41   | Gales             | 2,000 | 1       |
| 42   | Albania           | 1,500 | 1       |
| 43   | Letonia           | 1,000 | 1       |
| 44   | Montenegro        | 1,000 | 1       |
| 45   | Malta             | 0,500 | 1       |
| 46   | Moldavia          | 0,000 | 1       |
| 47   | Luxemburgo        | 0,000 | 1       |
| (SC) | Georgia           | 0,000 | 1       |
| (SC) | Kosovo            | 0,000 | 1       |
| (SC) | Andorra           | 0,000 | 0       |
| (SC) | Armenia           | 0,000 | 0       |
| (SC) | Azerbaiyán        | 0,000 | 0       |
| (SC) | Gibraltar         | 0,000 | 0       |
| (SC) | Liechtenstein     | 0,000 | 0       |
| (SC) | San Marino        | 0,000 | 0       |

Notas
- (SC) – Sin clasificación (la asociación no entró en las cinco temporadas usadas para calcular los coeficientes)

### Distribución
El formato de la competición permanece sin grandes cambios desde hace unos años, empieza con la fase de clasificación, que es jugada como un minitorneo con cuatro equipos en cada grupo; seguida por la fase final que empieza en los dieciseisavos de final, es jugada con eliminatorias a dos partidos, uno de local y otro de visitante, excepto la final que es a partido único.
A diferencia de la Liga de Campeones masculina, no todas las asociaciones clasifican a algún equipo y el número exacto de equipos en cada ronda (fase de clasificación y dieciseisavos de final) puede no determinarse hasta que se sabe la lista completa de equipos clasificados. En general, el campeón vigente, los campeones de las 12 primeras asociaciones y los subcampeones de las asociaciones con mejor posición (el número exacto depende de los equipos participantes) reciben una plaza en la ronda de dieciseisavos de final. Todos los otros equipos (los campeones de las asociaciones clasificadas por debajo del puesto 13.º) entran a la fase de clasificación, en la que los campeones de cada grupo y un máximo de dos subcampeones avanzan a la fase de dieciseisavos de final para unirse a los que se clasificaron directamente.
Con 61 plazas en esta temporada, los 40 equipos peor clasificados entran en la fase de clasificación (10 grupos), los 10 campeones de grupo y el mejor segundo se clasifican a los dieciseisavos de final para unirse a los 21 clasificados directamente.
Esta edición es la primera con un equipo georgiano desde la 2010-11 mientras que el campeón de Luxemburgo vuelve tras un año de ausencia.

### Equipos participantes
| Dieciseisavos de final  | Dieciseisavos de final     | Dieciseisavos de final   | Dieciseisavos de final |
| ----------------------- | -------------------------- | ------------------------ | ---------------------- |
| Wolfsburgo (1.º)        | Manchester City (1.º)      | Fiorentina (1.º)         | St. Pölten (1.º)       |
| Bayern Múnich (2.º)     | Chelsea (2.º)              | Brescia (2.º)            | Glasgow City (1.º)     |
| Olympique de Lyon (1.º) | Atlético de Madrid (1.º)   | Brøndby (1.º)            | LSK (1.º)              |
| Montpellier (2.º)       | F. C. Barcelona (2.º)      | Fortuna Hjørring (2.º)   |                        |
| Linköpings (1.º)        | Rossiyanka (1.º)           | Slavia Praga (1.º)       |                        |
| Rosengård (2.º)         | Zvezda 2005 Perm (2.º)     | Sparta Praga (2.º)       |                        |
| Fase de clasificación   |                            |                          |                        |
| Sturm Graz (2.º)        | Olimpia Cluj (1.º)         | WFC-2 Járkov (1.º)       | Istatov (1.º)          |
| Hibernian (2.º)         | Spartak Subotica (1.º)     | Olimpija Ljubljana (1.º) | Swansea City (1.º)     |
| Avaldsnes (2.º)         | MTK Hungária (1.º)         | Osijek (1.º)             | Vllaznia Shkodër (1.º) |
| Zürich (2.º)            | PK-35 Vantaa (1.º)         | PAOK (1.º)               | Rīgas (1.º)            |
| Ajax (1.º)              | Konak Belediyespor (1.º)   | Qiryat Gat (1.º)         | Breznica (1.º)         |
| BIIK Kazygurt (1.º)     | Shelbourne (1.º)           | NSA (1.º)                | Birkirkara (1.º)       |
| Apollon Limassol (1.º)  | SFK Sarajevo 2000 (1.º)    | Pärnu (1.º)              | Noroc Nimoreni (1.º)   |
| Standard Lieja (1.º)    | Sporting de Portugal (1.º) | Partizán Bardejov (1.º)  | Bettembourg (1.º)      |
| Medyk Konin (1.º)       | Gintra Universitetas (1.º) | Linfield (1.º)           | Martve (1.º)           |
| Stjarnan (1.º)          | Minsk (1.º)                | KÍ Klaksvík (1.º)        | Hajvalia (1.º)         |

Notas
1. ↑  El campeón de la liga de Suiza, el Neunkirch, anunció su retirada de la liga después de la temporada por lo que la plaza fue dada al subcampeón, el Zürich.[2][7]

## Calendario
| Ronda                  | Sorteo                  | Ida                      | Vuelta                     |
| ---------------------- | ----------------------- | ------------------------ | -------------------------- |
| Fase de clasificación  | 23 de junio de 2017     | 22-28 de agosto de 2017  | 22-28 de agosto de 2017    |
| Dieciseisavos de final | 1 de septiembre de 2017 | 4-5 de octubre de 2017   | 11-12 de octubre de 2017   |
| Octavos de final       | 16 de octubre de 2016   | 8-9 de noviembre de 2017 | 15-16 de noviembre de 2017 |
| Cuartos de final       | 24 de noviembre de 2017 | 21-22 de marzo de 2018   | 28-29 de marzo de 2018     |
| Semifinales            | 24 de noviembre de 2017 | 21-22 de abril de 2018   | 28-29 de abril de 2018     |
| Final                  | 24 de noviembre de 2017 | 24 de mayo de 2018       | 24 de mayo de 2018         |

Fuente: UEFA

## Fase de clasificación
El sorteo de la fase de clasificación se realiza el 23 de junio de 2017. El sorteo se realizó con cinco bombos, los equipos fueron divididos en 4 grupos según su coeficiente UEFA y los anfitriones, seleccionados antes del sorteo, fueron separados en un bombo distinto.
| 1.er bombo (anfitriones)   | 2.º bombo (posición 4) | 3.er bombo (posición 3)      | 4.º bombo (posición 2)      | 5.º bombo (posición 1)        |
| -------------------------- | ---------------------- | ---------------------------- | --------------------------- | ----------------------------- |
| Apollon Limassol (23,940)  | Hajvalia (1,330)       | NSA (6,650)                  | Konak Belediyespor (14,960) | Zürich (43,890)               |
| Olimpia Cluj (19,950)      | Rīgas (1,330)          | KÍ Klaksvík (3,990)          | PK-35 Vantaa (13,630)       | BIIK Kazygurt (24,930)        |
| SFK Sarajevo 2000 (17,290) | Swansea City (0,660)   | Sporting de Portugal (3,465) | Sturm Graz (13,395)         | Spartak Subotica (20,615)     |
| MTK Hungária (14,620)      | Istatov (0,330)        | WFC-2 Járkov (3,135)         | Avaldsnes (12,075)          | Medyk Konin (19,600)          |
| Osijek (9,975)             | Noroc Nimoreni (0,165) | Shelbourne (2,805)           | Hibernian (11,580)          | Standard Lieja (17,955)       |
| Pärnu (7,315)              | Birkirkara (0,165)     | Qiryat Gat (2,310)           | Minsk (10,800)              | Gintra Universitetas (15,960) |
| Olimpija Ljubljana (3,630) | Bettembourg (0,000)    | Vllaznia Shkodër (1,995)     | PAOK (10,305)               | Stjarnan (15,610)             |
| Breznica (0,995)           |                        | Partizán Bardejov (1,485)    | Ajax (8,205)                |                               |
| Linfield (0,990)           |                        |                              |                             |                               |
| Martve (0,000)             |                        |                              |                             |                               |
| Fuente: UEFA               |                        |                              |                             |                               |

La fase de clasificación se realiza entre el 22 y el 28 de agosto de 2017 con diez grupos de cuatro equipos cada uno. Los miembros de cada grupo juegan en un sistema de todos contra todos de solo una vuelta. Los primeros clasificados de cada grupo y el mejor de los segundos pasan a los dieciseisavos de final.

Reglas de desempate
Los equipos son posicionados de acuerdo a sus puntos (3 puntos por victoria, 1 por empate y 0 por derrota), y si empatan a puntos se aplican los siguientes criterios para determinar las posiciones (artículos 14.01, 14.02 del reglamento de la competición):
1. Puntos obtenidos en los enfrentamientos directos de la fase de clasificación entre los equipos empatados;
2. Mayor diferencia de goles en los enfrentamientos directos de la fase de clasificación entre los equipos empatados;
3. Mayor número de goles a favor en los enfrentamientos directos de la fase de clasificación entre los equipos empatados;
4. Si después de aplicar los criterios del 1 al 3 los equipos siguen igualados, los criterios del 1 al 3 son aplicados otra vez pero solo tomando en cuenta a este subconjunto de equipos;
5. Mayor diferencia de goles en todos los partidos de la fase de clasificación;
6. Mayor número de goles a favor en todos los partidos de la fase de clasificación;
7. Si solo dos equipos tienen el mismo número de puntos y juegan su partido en la última jornada de la fase de grupos y empatan aplicando los criterios del 1 al 6, sus posiciones se determinan con una tanda de penales (no se realiza en caso de que sus posiciones no sean relevantes para su clasificación a la siguiente ronda);
8. Menor número de puntos disciplinarios totales basados solo en las tarjetas amarillas y rojas recibidas durante todos los partidos de la fase de clasificación (tarjeta roja = 3 puntos, tarjeta amarilla = 1 punto, expulsión por dos tarjetas amarillas en un partido = 3 puntos);
9. Posición en la tabla de los coeficientes UEFA durante el sorteo.

Para determinar al mejor de los segundos se toman en cuenta solo los resultados contra el primero y el tercero de su grupo, por lo tanto, el resultado contra el último es ignorado. Para determinar las posiciones se aplican los siguientes criterios (artículo 14.03 del reglamento de la competición):
1. Puntos obtenidos;
2. Mayor diferencia de goles;
3. Mayor número de goles a favor;
4. Menor número de puntos disciplinarios;
5. Posición en la tabla de los coeficientes UEFA durante el sorteo.

### Grupo 1
| Equipo               | Pts. | PJ | PG | PE | PP | GF | GC | Dif. | Notas                           |
| -------------------- | ---- | -- | -- | -- | -- | -- | -- | ---- | ------------------------------- |
| Gintra Universitetas | 9    | 3  | 3  | 0  | 0  | 13 | 1  | 12   | Acceso a dieciseisavos de final |
| Konak Belediyespor   | 6    | 3  | 2  | 0  | 1  | 11 | 4  | 7    | Ver tabla de segundos           |
| Partizán Bardejov    | 3    | 3  | 1  | 0  | 2  | 4  | 9  | -5   |                                 |
| Martve (A)           | 0    | 3  | 0  | 0  | 3  | 0  | 14 | -14  |                                 |

|     | GIN | KON | PAR | MAR |
| --- | --- | --- | --- | --- |
| GIN |     | —   | 4–0 | 6–0 |
| KON | 1–3 |     | —   | 5–0 |
| PAR | —   | 1–5 |     | —   |
| MAR | —   | —   | 0–3 |     |

### Grupo 2
| Equipo           | Pts. | PJ | PG | PE | PP | GF | GC | Dif. | Notas                           |
| ---------------- | ---- | -- | -- | -- | -- | -- | -- | ---- | ------------------------------- |
| Olimpia Cluj (A) | 7    | 3  | 2  | 1  | 0  | 5  | 1  | 4    | Acceso a dieciseisavos de final |
| Hibernian        | 5    | 3  | 1  | 2  | 0  | 7  | 2  | 5    | Ver tabla de segundos           |
| WFC-2 Járkov     | 4    | 3  | 1  | 1  | 1  | 10 | 2  | 8    |                                 |
| Swansea City     | 0    | 3  | 0  | 0  | 3  | 0  | 17 | -17  |                                 |

|     | CLU | HIB | KHA | SWA |
| --- | --- | --- | --- | --- |
| CLU |     | —   | 1–0 | 3–0 |
| HIB | 1–1 |     | —   | 5–0 |
| KHA | —   | 1–1 |     | —   |
| SWA | —   | —   | 0–9 |     |

### Grupo 3
| Equipo         | Pts. | PJ | PG | PE | PP | GF | GC | Dif. | Notas                           |
| -------------- | ---- | -- | -- | -- | -- | -- | -- | ---- | ------------------------------- |
| Ajax           | 9    | 3  | 3  | 0  | 0  | 11 | 1  | 10   | Acceso a dieciseisavos de final |
| Standard Lieja | 6    | 3  | 2  | 0  | 1  | 10 | 3  | 7    | Ver tabla de segundos           |
| Pärnu (A)      | 3    | 3  | 1  | 0  | 2  | 3  | 4  | -1   |                                 |
| Rīgas          | 0    | 3  | 0  | 0  | 3  | 0  | 16 | -16  |                                 |

|     | AJA | LIE | PÄR | RIG |
| --- | --- | --- | --- | --- |
| AJA |     | 3–0 | —   | 6–0 |
| LIE | —   |     | 2–0 | 8–0 |
| PÄR | 1–2 | —   |     | —   |
| RIG | —   | —   | 0–2 |     |

### Grupo 4
| Equipo       | Pts. | PJ | PG | PE | PP | GF | GC | Dif. | Notas                           |
| ------------ | ---- | -- | -- | -- | -- | -- | -- | ---- | ------------------------------- |
| Medyk Konin  | 7    | 3  | 2  | 1  | 0  | 6  | 2  | 4    | Acceso a dieciseisavos de final |
| Shelbourne   | 5    | 3  | 1  | 2  | 0  | 3  | 1  | 2    | Ver tabla de segundos           |
| PK-35 Vantaa | 4    | 3  | 1  | 1  | 1  | 2  | 2  | 0    |                                 |
| Linfield (A) | 0    | 3  | 0  | 0  | 3  | 2  | 8  | -6   |                                 |

|     | MED | SHE | VAN | LIN |
| --- | --- | --- | --- | --- |
| MED |     | 0–0 | —   | 4–1 |
| SHE | —   |     | 0–0 | —   |
| VAN | 1–2 | —   |     | —   |
| LIN | —   | 1–3 | —   |     |

### Grupo 5
| Equipo               | Pts. | PJ | PG | PE | PP | GF | GC | Dif. | Notas                           |
| -------------------- | ---- | -- | -- | -- | -- | -- | -- | ---- | ------------------------------- |
| Apollon Limassol (A) | 9    | 3  | 3  | 0  | 0  | 14 | 1  | 13   | Acceso a dieciseisavos de final |
| Sturm Graz           | 6    | 3  | 2  | 0  | 1  | 8  | 5  | 3    | Ver tabla de segundos           |
| NSA                  | 3    | 3  | 1  | 0  | 2  | 2  | 7  | -5   |                                 |
| Noroc Nimoreni       | 0    | 3  | 0  | 0  | 3  | 0  | 11 | -11  |                                 |

|     | APO | STU | NSA | NOR |
| --- | --- | --- | --- | --- |
| APO |     | —   | 4–0 | 6–0 |
| STU | 1–4 |     | —   | 4–0 |
| NSA | —   | 1–3 |     | —   |
| NOR | —   | —   | 0–1 |     |

### Grupo 6
| Equipo                 | Pts. | PJ | PG | PE | PP | GF | GC | Dif. | Notas                           |
| ---------------------- | ---- | -- | -- | -- | -- | -- | -- | ---- | ------------------------------- |
| Minsk                  | 7    | 3  | 2  | 1  | 0  | 13 | 0  | 13   | Acceso a dieciseisavos de final |
| Zürich                 | 7    | 3  | 2  | 1  | 0  | 7  | 1  | 6    | Ver tabla de segundos           |
| Olimpija Ljubljana (A) | 3    | 3  | 1  | 0  | 2  | 2  | 7  | -5   |                                 |
| Birkirkara             | 0    | 3  | 0  | 0  | 3  | 0  | 14 | -14  |                                 |

|     | MIN | ZÜR | LJU | BIR |
| --- | --- | --- | --- | --- |
| MIN |     | 0–0 | —   | 8–0 |
| ZÜR | —   |     | 2–1 | 5–0 |
| LJU | 0–5 | —   |     | —   |
| BIR | —   | —   | 0–1 |     |

### Grupo 7
| Equipo      | Pts. | PJ | PG | PE | PP | GF | GC | Dif. | Notas                           |
| ----------- | ---- | -- | -- | -- | -- | -- | -- | ---- | ------------------------------- |
| Stjarnan    | 9    | 3  | 3  | 0  | 0  | 21 | 0  | 21   | Acceso a dieciseisavos de final |
| Osijek (A)  | 6    | 3  | 2  | 0  | 1  | 11 | 1  | 10   | Ver tabla de segundos           |
| KÍ Klaksvík | 3    | 3  | 1  | 0  | 2  | 6  | 14 | -8   |                                 |
| Istatov     | 0    | 3  | 0  | 0  | 3  | 1  | 24 | -23  |                                 |

|     | STJ | OSI | KLA | IST  |
| --- | --- | --- | --- | ---- |
| STJ |     | —   | 9–0 | 11–0 |
| OSI | 0–1 |     | —   | 7–0  |
| KLA | —   | 0–4 |     | —    |
| IST | —   | —   | 1–6 |      |

### Grupo 8
| Equipo               | Pts. | PJ | PG | PE | PP | GF | GC | Dif. | Notas                           |
| -------------------- | ---- | -- | -- | -- | -- | -- | -- | ---- | ------------------------------- |
| BIIK Kazygurt        | 9    | 3  | 3  | 0  | 0  | 6  | 1  | 5    | Acceso a dieciseisavos de final |
| Sporting de Portugal | 6    | 3  | 2  | 0  | 1  | 7  | 3  | 4    | Ver tabla de segundos           |
| MTK Hungária (A)     | 3    | 3  | 1  | 0  | 2  | 2  | 5  | -3   |                                 |
| Hajvalia             | 0    | 3  | 0  | 0  | 3  | 1  | 7  | -6   |                                 |

|     | KAZ | SPO | HUN | HAJ |
| --- | --- | --- | --- | --- |
| KAZ |     | 2–1 | —   | 1–0 |
| SPO | —   |     | 2–0 | —   |
| HUN | 0–3 | —   |     | 2–0 |
| HAJ | —   | 1–4 | —   |     |

### Grupo 9
| Equipo           | Pts. | PJ | PG | PE | PP | GF | GC | Dif. | Notas                           |
| ---------------- | ---- | -- | -- | -- | -- | -- | -- | ---- | ------------------------------- |
| Avaldsnes        | 9    | 3  | 3  | 0  | 0  | 10 | 3  | 7    | Acceso a dieciseisavos de final |
| Spartak Subotica | 6    | 3  | 2  | 0  | 1  | 13 | 3  | 10   | Ver tabla de segundos           |
| Breznica (A)     | 1    | 3  | 0  | 1  | 2  | 3  | 10 | -7   |                                 |
| Qiryat Gat       | 1    | 3  | 0  | 1  | 2  | 5  | 15 | -10  |                                 |

|     | AVA | SPA | BRE | QIR |
| --- | --- | --- | --- | --- |
| AVA |     | 2–0 | 2–1 | —   |
| SPA | —   |     | 6–0 | 7–1 |
| BRE | —   | —   |     | 2–2 |
| QIR | 2–6 | —   | —   |     |

### Grupo 10
| Equipo                | Pts. | PJ | PG | PE | PP | GF | GC | Dif. | Notas                           |
| --------------------- | ---- | -- | -- | -- | -- | -- | -- | ---- | ------------------------------- |
| PAOK                  | 9    | 3  | 3  | 0  | 0  | 12 | 0  | 12   | Acceso a dieciseisavos de final |
| Vllaznia Shkodër      | 6    | 3  | 2  | 0  | 1  | 3  | 1  | 2    | Ver tabla de segundos           |
| SFK Sarajevo 2000 (A) | 3    | 3  | 1  | 0  | 2  | 3  | 4  | -1   |                                 |
| Bettembourg           | 0    | 3  | 0  | 0  | 3  | 0  | 13 | -13  |                                 |

|     | PAO | VLL | SFK | BET |
| --- | --- | --- | --- | --- |
| PAO |     | —   | 3–0 | 8–0 |
| VLL | 0–1 |     | —   | —   |
| SFK | —   | 0–1 |     | 3–0 |
| BET | —   | 0–2 | —   |     |